# Remus von Woyrsch
Martin Wilhelm von Remus Woyrsch (Plisnitz, 4 febbraio 1847 – 6 agosto 1920) è stato un feldmaresciallo prussiano, membro della Camera prussiana dei Lord dal 1908 al 1918, e un Ehrenkommendator o Commendatore Onorario dell'Ordine di San Giovanni .
È nato a Plisnitz (Pilczyce, ora parte di Fabryczna), vicino a Breslavia, nella Slesia prussiana.

## Onori
- Cittadino onorario di Breslavia
- Cittadino onorario di Nysa
- Dottorato onorario alla Facoltà di Filosofia